# Robert Brenner
Robert Brenner (Nova York, 28 de novembre de 1943) és un historiador estatunidenc.

## Biografia
Professor d'història i director del Centre de teoria social i d'història comparativa a l'UCLA i membre del consell de redacció de la New Left Review i editor de Against the Current (bimensual vinculat a l'organització anticapitalista Solidarity).
Les seves recerques s'han centrat en el inici de la història moderna d'Europa i sobre la història econòmica després de 1945. Els seus treballs han estat el punt de partida del marxisme polític (amb el qual s'identifiquen també Ellen Meiksins Wood, George Comninel, Benno Teschke, Charlie Post), corrent marxista que insisteix en l'aspecte determinant dels conflictes de classe en la història.

## ElDebat Brenner
Robert Brenner va ser sobretot conegut per la seva contribució al debat sobre la transició del feudalisme al capitalisme, també anomenat "Debat Brenner". En un cèlebre article de 1976, Agrarian Class Structure and Economic Development in Pre-Industrial Europe, formulà el que es coneixeria amb el nom de la "tesi Brenner". Segons ell, l'origen del capitalisme no se troba ni en el moviment del comerç, ni dins els factors demogràfics. sinó en les mutacions que tengueren lloc en la producció agrícola d'Anglaterra,
La seva teoria va donar lloc a un intens debat en la revista Past and Present (sobretot amb Michael Postan, Rodney Hilton, Guy Bois, Emmanuel Le Roy Ladurie) i a la New Left Review (amb Paul Sweezy i Ben Fine). Un grapat d'aquests articles varen ser arreplegats de seguida a The Brenner Debate: Agrarian Class Structure and Economic Development in Pre-industrial Europe.
En un article de 1977, formulà la crítica d'allò que ell anomena el «marxisme néosmithià», és a dir, una forma de marxisme que dona massa importància, segons ell, als factors objectius (l'arrencada del comerç o el desenvolupament de les forces productives) negligint les relacions de classe. Classificà especialment en aquesta categoria Paul Sweezy, així com altres teòrics de la teoria del sistema-món, com Immanuel Wallerstein i André Gunder Frank. Brenner acusà aquest darrer d'assimilar el capitalisme i el comerç, cosa que l'hauria duit a descurar l'anàlisi de les relacions de classe i de propietat en l'arribada del capitalisme.

## L'economia capitalista després de 1945
Des dels anys noranta, Robert Brenner també ha estat estudiant la història recent del capitalisme. A "The Boom and the Bubble" (2002) i "The Economics of Global Turbulence" (2006), oferí la seva pròpia interpretació del long downturn (llarg declivi) que afectà les economies capitalistes després de 1970.
El "boom" de la postguerra (1945-1970) prové principalment de la producció manufacturera dels EUA. Però a partir dels anys setanta, els Estats Units són agafats per les economies europees i japoneses. El resultat és la sobreproducció global i l'augment de la competència entre les economies capitalistes avançades, que té l'efecte de reduir els beneficis.

## Obres
- Merchants and revolution : commercial change, political conflict, and London's overseas traders, 1550–1653, Princeton University Press, Princeton, 1993.
- The boom and the bubble : the US in the world economy, Verso, New York, 2002.
- The economics of global turbulence : the advanced capitalist economies from Long Boom to Long Downturn, 1945–2005, Verso, New York, 2006.
- Amb A. Brenner i C. Winslow (dir.) Rebel Rank and Fitxer: Labor Militancy and Revolt from Below During the Long 1970s, Verso, New York, 2010.

## Articles
- Agrarian Class Structure and Economic Development in Pre-Industrial Europe, dans Past and Present, 70, février 1976, p. 30-75; reprès a T. H. Aston et C. H. E. Philpin (dir) The Brenner Debate: Agrarian Class Structure and Economic Development in Pre-industrial Europe, Cambridge University Press, Cambridge, 1985
- The Origins of Capitalist Development: A Critique of Neo-Smithian Marxism, New Left Review, I/104, 1977, p. 25-92
- Dobb on the Transition from Feudalism to Capitalism, Cambridge Journal of Economics, 2 (2), 1978, p. 121-140.
- The Social Basis of Economic Development in John Roemer (ed.) Analytical Marxism. Cambridge, Cambridge University Press. 1986, p. 23-53.
- Bourgeois Revolution and Transition to Capitalism, in Meier, A.L. et al. (eds.), The First Modern Society: Essays in English History in Honour of Lawrence Stone, Cambridge: The Past and Present Society. 1989, p. 271-304.
- The Regulation Approach: Theory and History, New Left Review I/188, July-August, 1991, p. 45-119 (amb Mark Glick)
- The Trajectory of the Manufacturing Rate of Profit: A Reply to Dumenil and Levy, Review of Radical Political Economics, 34(1), 2002, p. 35-44.
- The Divergence of England from China’s Yangzi Delta: Property Relations, Microeconomics, and Patterns of Development, 1500-1850, Journal of Asian Studies, 51(2) 2012, (amb C. Isett)